# 丸子大国
丸子 大国（まろこ の おおくに）は、奈良時代の官人・武人。姓はなし。位階は外正六位上、贈従五位下。

## 出自
丸子・丸子部または丸子連を名乗る氏族は、奈良・平安時代において、陸奥国に最も多く分布し、常陸国・上総国・相模国などの東国に限られ、地名でも神奈川県の「上丸子」など、この地域に「丸子」が多い。このことは、丸子氏が東国に広く分布・居住していたことを指し示すものであるが、その氏族名が継体・宣化・敏達・用明など6世紀の天皇の皇子の名と同音でありこれらの皇子の子代・名代の系譜を引く氏族であることを示している。もっとも、丸子一族をすべて同族とする説に対し、丸子姓の人間が牡鹿郡の者が多く、このことから、丸子姓の氏族は7世紀前半頃に牡鹿の地に移住した新米集団であり、丸子部・丸子連とは別系統の氏族とする見解もある。
いずれにしても、丸部（和邇部）とは別系統である。

## 経歴
聖武朝の神亀2年（725年）、海道の蝦夷による佐伯児屋麻呂殺害を発端とする、持節大将軍藤原宇合・副将軍高橋安麻呂の率いる、前年からの征夷軍での功績により、閏正月の天皇の詔によって、後部王起・紀牟良自・田辺難波・坂本宇頭麻佐らとともに勳六等・田2町を授けられている。この時の位階は外従六位上。
それから30年後の天平勝宝7歳（755年）正月、外正六位上の丸子大国に従五位下を贈るとあり、この時までにはなくなっている。
天平10年度（738年）の「駿河国正税帳」に相模国余綾郡散事として、「丸子部大国」が同国より進上する橘子の御贄の部領使として駿河国を通過したことが見えるが、同一人物であるか否かは不明である。

## 官歴
注記のないものは『続日本紀』による。
- 時期不詳：外従六位上
- 神亀2年（725年）閏正月22日：勳六等・賜与田2町
- 天平10年（738年）：相模国余綾郡散事・部領使？（「駿河国正税帳」より）
- 時期不詳：外正六位上
- 天平勝宝7歳（755年）正月14日：贈従五位下